# Adolphus Island
Adolphus Island är en ö i Australien. Den ligger i delstaten Western Australia, omkring 2 200 kilometer nordost om delstatshuvudstaden Perth. Arean är 75 kvadratkilometer. Den sträcker sig 17,1 kilometer i nord-sydlig riktning, och 9,5 kilometer i öst-västlig riktning.
Trakten runt Adolphus Island är nära nog obefolkad, med mindre än två invånare per kvadratkilometer. Savannklimat råder i trakten. Genomsnittlig årsnederbörd är 1 112 millimeter. Den regnigaste månaden är februari, med i genomsnitt 295 mm nederbörd, och den torraste är augusti, med 1 mm nederbörd.